# Brad Pickett
Brad "One Punch" Pickett (Londres, 24 de setembro de 1978) é um lutador britânico de artes marciais mistas e o ex-campeão do Cage Rage britânico (Pesos Pena) e campeão do UCMMA (pesos pena). Atualmente, compete na categoria Galo do Ultimate Fighting Championship (UFC). Em novembro de 2012, Pickett foi classificado como quinto melhor lutador de MMA da categoria Peso Galo do mundo pelo site Sherdog.

## Background
O apelido de Brad e suas entradas extravagantes ao ring são derivadas do personagem de Brad Pitt "One Punch Mickey" do filme Snatch - Porcos e Diamantes mas por seu avô. Sua única entrada ao som de "Wallop" de Chas & Dave, vestindo um colete string, jeans cortado e seu chapéu de feltro habitual. Ele é defensor do time de futebol de Londres Tottenham Hotspur. Enquanto crescia, Pickett também jogou futebol e boxe, antes de se interessar por MMA.

## Carreira no MMA
Ele lutou principalmente pela promoção do Cage Rage. A primeira aparição de Pickett foi em 27 de Novembro de 2004 com uma vitória sobre Stuart Grant. Pickett se tornou o Campeão Peso Pena Britânico do Cage Rage em 10 de Setembro de 2005 no Cage Rage 13 ao derrotar Ozzy Haluk por finalização após um pisão voador no rosto. Em 22 de Agosto no Ultimate Challenge MMA: Payback (ocorrido em The Troxy, Londres), Brad Pickett venceu sua oitava luta no MMA contra David Lee. Brad venceu com uma guilhotina no primeiro round em que Lee foi muito agressivo, mas não se igualou a habilidade de Pickett no chão.

### World Extreme Cagefighting
Em 30 de Outubro de 2009, a Zuffa que comprou o WEC anunciou que havia assinado com Pickett um contrato multi-lutas. Pickett, lutando pelos galos, fez sua estréia no WEC contra Kyle Dietz em 19 de Dezembro de 2009 no WEC 45. Ele venceu a luta por finalização no segundo round com uma gravata peruana, ganhando também o prêmio de Finalização da Noite.
Pickett em seguida enfrentou o estreante no WEC Demetrious Johnson em 24 de Abril de 2010 no WEC 48. Em uma luta competitiva; os dois marcaram quedas e golpes durante a luta, porém Pickett conseguiu maior dominância no chão, controlando a luta com quedas bem cronometradas e contra golpes, vencendo por decisão unânime (30-27, 30-27 e 29-28).
Pickett em seguida enfrentou o veterano do WEC Scott Jorgensen. Pickett fez experiências de sucesso em pé durante os primeiros dois rounds, mas foi dominado pelo 3 vezes Campeão do Pac-10 nos últimos dois rounds, perdendo para Jorgensen por 30-27 em todas as pontuações dos juízes.
Pickett então enfrentou Ivan Menjivar em 16 de Dezembro de 2010 no WEC 53. Ambos lutadores provaram ser muito equilibrados; Pickett dominou o primeiro round com sua trocação e quedas bem cronometradas (durante as tentativas de soco rodado de Menjivar), mas no segundo foi visivelmente abalado com golpes de seu oponente que assegurou uma queda. No terceiro, os continuaram trocando golpes durante a luta, com Pickett marcando uma queda com um overhand de direita. Menjivar mostrou um ótimo cardio se recuperando, e continuando trocando golpes até soar o gongo. No final Pickett conseguiu uma decisão unânime.

### Ultimate Fighting Championship
Em Outubro de 2010, o World Extreme Cagefighting se fundiu com o Ultimate Fighting Championship. Como parte da fusão, todos os lutadores do WEC foram transferidos para o UFC.
Pickett era esperado para fazer sua estréia no UFC contra o ex-Campeão Peso Galo do WEC Miguel Torres em 28 de Maio de 2011 no UFC 130. Porém, Pickett foi forçado a se retirar da luta com uma lesão e foi substituído por Demetrious Johnson.
Pickett enfrentou Renan Barão em 5 de Novembro de 2011 no UFC 138. Pickett foi finalizado no primeiro round com um mata leão após ser derrubado com uma enxurrada de golpes de Barão. A luta ganhou o prêmio de Luta da Noite.
Pickett derrotou Damacio Page por finalização com um mata leão no segundo round do UFC on Fuel TV: Gustafsson vs. Silva, em 14 de Abril de 2012. A luta ganhou o prêmio de Luta da Noite.
Pickett em seguida enfrentou Yves Jabouin em 29 de Setembro de 2012 no UFC on Fuel TV: Struve vs. Miocic. Ele venceu a luta por nocaute no primeiro round, ganhando o prêmio de Nocaute da Noite.
Pickett foi derrotado por Eddie Wineland por decisão dividida em 29 de Dezembro de 2012 no UFC 155.
Pickett enfrentou Mike Easton em 6 de Abril de 2013 no UFC on Fuel TV: Mousasi vs. Latifi. Ele venceu a luta equilibrada por decisão dividida. A vitória deu à Pickett seu terceiro bônus de Luta de Noite.
Pickett enfrentou Michael McDonald em 17 de Agosto de 2013 no UFC Fight Night: Shogun vs. Sonnen e perdeu por finalização no segundo round.
Pickett era esperado para descer para os moscas e enfrentar Ian McCall em 8 de Março de 2014 no UFC Fight Night: Gustafsson vs. Manuwa. Porém, uma lesão tirou McCall do evento, e ele foi substituído pelo estreante no UFC, Neil Seery. Pickett venceu por decisão unânime.
A luta entre Pickett e McCall foi remarcada para 19 de Julho de 2014 no UFC Fight Night: McGregor vs. Brandão. Ele foi derrotado por decisão unânime. Ele enfrentou o estreante na divisão Chico Camus em 22 de Novembro de 2014 no UFC Fight Night: Edgar vs. Swanson e foi derrotado por decisão dividida.
Pickett retornou aos galos e enfrentou a promessa brasileira Thomas Almeida em 11 de Julho de 2015 no UFC 189. Ele foi derrotado por nocaute no segundo round.
Pickett era esperado para enfrentar Henry Briones no dia 27 de Fevereiro de 2016 no UFC Fight Night: Silva vs. Bisping. Entretanto, no dia 22 de Janeiro, Briones saiu do combate e foi substituído por Francisco Rivera. Pickett venceu por decisão dividida e bastante contestada, onde 19 de 24 das mídias especializadas viram vitória de Rivera.
A luta contra Henry Briones foi remarcada para o dia 3 de Setembro de 2016 no UFC Fight Night: Arlovski vs. Barnett. Porém, Briones saiu do evento no início de Agosto e foi substituído por Iuri Alcântara. Consequentemente, a luta foi marcada para o UFC 204. Pickett foi finalizado no primeiro round pelo brasileiro.
Pickett enfrentou Urijah Faber no dia 17 de Dezembro de 2016 no UFC on Fox: VanZant vs. Waterson. Ele perdeu por decisão unânime.
Uma nova tentativa de luta contra Henry Briones foi marcada para o dia 18 de Março de 2017 no UFC Fight Night: Manuwa vs. Anderson. Faltando uma semana antes do combate, Briones saiu devido a uma lesão e foi substituído por Marlon Vera. Devido ao curto espaço de tempo e preparação do equatoriano, a luta foi realizada num peso casado de 63kg. Pickett perdeu a luta por nocaute no terceiro round e após o combate anunciou sua aposentadoria do MMA.

## Cartel no MMA
| Cartel no MMA   |             |             |
| 39 lutas        | 25 vitórias | 14 derrotas |
| Por nocaute     | 7           | 3           |
| Por finalização | 10          | 5           |
| Por decisão     | 8           | 6           |

| Res.    | Cartel | Oponente           | Método                                  | Evento                                 | Data       | Round | Tempo | Local                   | Notas                                                        |
| ------- | ------ | ------------------ | --------------------------------------- | -------------------------------------- | ---------- | ----- | ----- | ----------------------- | ------------------------------------------------------------ |
| Derrota | 25-14  | Marlon Vera        | Nocaute Técnico (chute alto e socos)    | UFC Fight Night: Manuwa vs. Anderson   | 18/03/2017 | 3     | 3:50  | Londres                 | Peso Casado (63 Kg)                                          |
| Derrota | 25-13  | Urijah Faber       | Decisão (unânime)                       | UFC on Fox: VanZant vs. Waterson       | 17/12/2016 | 3     | 5:00  | Sacramento, Califórnia  |                                                              |
| Derrota | 25-12  | Iuri Alcântara     | Finalização (triângulo)                 | UFC 204: Bisping vs. Henderson II      | 08/10/2016 | 1     | 1:59  | Manchester              |                                                              |
| Vitória | 25-11  | Francisco Rivera   | Decisão (dividida)                      | UFC Fight Night: Silva vs. Bisping     | 27/02/2016 | 3     | 5:00  | Londres                 |                                                              |
| Derrota | 24-11  | Thomas Almeida     | Nocaute (joelhada voadora)              | UFC 189: Mendes vs. McGregor           | 11/07/2015 | 2     | 0:29  | Las Vegas, Nevada       | Voltou aos Galos.                                            |
| Derrota | 24-10  | Chico Camus        | Decisão (dividida)                      | UFC Fight Night: Edgar vs. Swanson     | 22/11/2014 | 3     | 5:00  | Austin, Texas           |                                                              |
| Derrota | 24-9   | Ian McCall         | Decisão (unânime)                       | UFC Fight Night: McGregor vs. Brandão  | 19/07/2014 | 3     | 5:00  | Dublin                  |                                                              |
| Vitória | 24-8   | Neil Seery         | Decisão (unânime)                       | UFC Fight Night: Gustafsson vs. Manuwa | 08/03/2014 | 3     | 5:00  | Londres                 | Estréia no Peso Mosca.                                       |
| Derrota | 23-8   | Michael McDonald   | Finalização (triângulo)                 | UFC Fight Night: Shogun vs. Sonnen     | 17/08/2013 | 2     | 3:43  | Boston, Massachusetts   | Luta da Noite.                                               |
| Vitória | 23-7   | Mike Easton        | Decisão (dividida)                      | UFC on Fuel TV: Mousasi vs. Latifi     | 08/04/2013 | 3     | 5:00  | Estocolmo               | Luta da Noite                                                |
| Derrota | 22-7   | Eddie Wineland     | Decisão (dividida)                      | UFC 155                                | 29/12/2012 | 3     | 5:00  | Las Vegas, Nevada       |                                                              |
| Vitória | 22–6   | Yves Jabouin       | Nocaute (soco)                          | UFC on Fuel TV: Struve vs. Miocic      | 29/09/2012 | 1     | 3:40  | Nottingham              | Nocaute da Noite                                             |
| Vitória | 21–6   | Damacio Page       | Finalização (mata-leão)                 | UFC on Fuel TV: Gustafsson vs. Silva   | 14/04/2012 | 2     | 4:05  | Estocolmo               | Luta da Noite                                                |
| Derrota | 20–6   | Renan Barão        | Finalização (mata-leão)                 | UFC 138                                | 05/11/2011 | 1     | 4:09  | Birmingham              | Estréia no UFC; Luta da Noite                                |
| Vitória | 20–5   | Ivan Menjivar      | Decisão (unânime)                       | WEC 53                                 | 16/12/2010 | 3     | 5:00  | Glendale, Arizona       |                                                              |
| Derrota | 19–5   | Scott Jorgensen    | Decisão (unânime)                       | WEC 50                                 | 18/08/2010 | 3     | 5:00  | Las Vegas, Nevada       | Luta da Noite                                                |
| Vitória | 19–4   | Demetrious Johnson | Decisão (unânime)                       | WEC 48                                 | 24/04/2010 | 3     | 5:00  | Sacramento, California  |                                                              |
| Vitória | 18–4   | Kyle Dietz         | Finalização (gravata peruana)           | WEC 45                                 | 19/12/2009 | 2     | 4:36  | Las Vegas, Nevada       | Estréia no WEC; Estréia nos Galos; Finalização da Noite      |
| Vitória | 17–4   | David Lee          | Finalização (guilhotina)                | UCMMA 6: Payback                       | 22/08/2009 | 1     | 2:26  | Londres                 | Venceu o Cinturão Britânico dos Penas do Ultimate Challenge. |
| Vitória | 16–4   | Dino Gambatesa     | Finalização (guilhotina)                | UCMMA 3: Unstoppable                   | 28/03/2009 | 2     | 0:15  | Londres                 |                                                              |
| Vitória | 15–4   | Antanas Jazbutis   | Nocaute (soco no abdomem)               | Cage Rage 28                           | 20/09/2008 | 3     | N/A   | Londres                 |                                                              |
| Vitória | 14–4   | Cristian Binda     | Finalização (guilhotina)                | Cage Rage 27                           | 12/07/2008 | 2     | 2:52  | Londres                 |                                                              |
| Vitória | 13–4   | Paul Reed          | Decisão (majoritária)                   | Cage Rage 26                           | 10/05/2008 | 3     | 5:00  | Birmingham              |                                                              |
| Vitória | 12–4   | Frederic Fernandez | Finalização (guilhotina)                | FX3: Fight Night 7                     | 15/03/2008 | 1     | N/A   | Reading                 |                                                              |
| Vitória | 11–4   | Vaughan Lee        | Nocaute Técnico (socos)                 | Cage Rage: Contenders 6                | 18/08/2007 | 3     | 3:20  | Londres                 |                                                              |
| Derrota | 10–4   | Hideo Tokoro       | Finalização (chave de braço)            | Dynamite!! USA                         | 02/06/2007 | 1     | 2:41  | Los Angeles, California | Luta nos Leves                                               |
| Derrota | 10–3   | Alex Owen          | Decisão (majoritária)                   | Cage Rage 21                           | 21/04/2007 | 3     | 5:00  | Londres                 |                                                              |
| Vitória | 10–2   | Gilbert Sims       | Nocaute Técnico (socos)                 | Bodog Fight: Costa Rica Combat         | 16/02/2007 | 2     | 3:12  | Costa Rica              |                                                              |
| Vitória | 9–2    | Phil Raeburn       | Finalização (chave de braço)            | HOP 7: Cage Fever                      | 26/11/2006 | 1     | 3:20  | Swansea                 |                                                              |
| Vitória | 8–2    | Bret Lee           | Finalização (chave de braço)            | Intense Fighting: Caged                | 11/11/2006 | 1     | 1:18  | Inglaterra              |                                                              |
| Vitória | 7–2    | John Trent         | Finalização (chave de braço)            | Absolute Fighting Championships 19     | 21/10/2006 | 1     | 3:58  | Boca Raton, Flórida     |                                                              |
| Derrota | 6–2    | Robbie Olivier     | Finalização (mata-leão)                 | Cage Rage 18                           | 30/09/2006 | 3     | 3:03  | Londres                 | Perdeu o Título Britânico dos Penas do Cage Rage.            |
| Vitória | 6–1    | Hiroyuki Abe       | Decisão (unânime)                       | Cage Rage 16                           | 22/04/2006 | 3     | 5:00  | Londres                 |                                                              |
| Vitória | 5–1    | Robbie Olivier     | Decisão (majoritária)                   | Cage Rage 15                           | 04/02/2006 | 3     | 5:00  | Londres                 | Defendeu o Título Britânico dos Penas do Cage Rage.          |
| Vitória | 4–1    | Ozzy Haluk         | Nocaute Técnico (pisão voador)          | Cage Rage 13: No Fear                  | 10/09/2005 | 2     | 4:25  | Londres                 | Venceu o Título Britânico dos Penas do Cage Rage.            |
| Vitória | 3–1    | Jordan Miller      | Finalização (chave de braço)            | Cage Rage 12: The Real Deal            | 02/07/2005 | 2     | 2:32  | Londres                 |                                                              |
| Vitória | 2–1    | Aaron Blackwell    | Nocaute Técnico (interrupção do corner) | Cage Rage 11: Face Off                 | 30/04/2005 | 2     | 5:00  | Londres                 |                                                              |
| Derrota | 1–1    | Chris Freeborn     | Nocaute Técnico (socos)                 | Cage Rage 10: Deliverance              | 26/02/2005 | 2     | 3:20  | Londres                 |                                                              |
| Vitória | 1–0    | Stuart Grant       | Nocaute Técnico (socos)                 | Cage Rage 9: No Mercy                  | 27/11/2004 | 1     | 0:17  | Londres                 |                                                              |